# Mirko Selvaggi
Mirko Selvaggi (* 11. Februar 1985 in Pieve a Nievole) ist ein ehemaliger italienischer Radrennfahrer.

## Karriere
Selvaggi gewann 2007 das zweite Teilstück des U23-Etappenrennens Giro di Toscana und belegte in der Gesamtwertung den dritten Platz. 2008 erhielt er beim schwedischen Professional Continental Team Cycle Collstrop seinen ersten Vertrag bei einem internationalen Radsportteam. Während seiner folgenden Karriere beendete er zweimal den Giro d’Italia; 2011 als 116 und 2012 als 123, gewann jedoch keine internationalen Wettbewerbe. Nach der Saison 2016 beendete er seine Laufbahn, nachdem weder seine letzte Mannschaft Androni Giocattoli-Sidermec noch ein anderes Team ihm einen neuen Vertrag anbot.

## Erfolge
2007
- eine Etappe Giro di Toscana (U23)

## Teams
- 2008 Cycle Collstrop
- 2009 Amica Chips-Knauf
- 2010 Astana
- 2011 Vacansoleil-DCM
- 2012 Vacansoleil-DCM
- 2013 Vacansoleil-DCM
- 2014 Wanty-Groupe Gobert
- 2015 Wanty-Groupe Gobert
- 2016 Androni Giocattoli-Sidermec